# Charaks
Charaks (gr. Χάραξ, dop. Χάρακος – umocniony obóz wojskowy) – grodzisko tauryjskie z III w. p.n.e., a następnie rzymski warowny obóz wojskowy z I-III wieku n.e. na przylądku Aj-Todor na południowym wybrzeżu Krymu, w pobliżu współczesnej Jałty.
Od strony morza Charaks był chroniony przez pionowe skały, od lądu zbudowano mur obronny o wątku cyklopim, otaczający teren o powierzchni 6 ha, którego budowę przypisywano Taurom, chociaż współcześnie przeważa pogląd, że mur ten jest jednak dziełem Rzymian, którzy ten teren zajęli w latach siedemdziesiątych I wieku n.e. Zbudowali oni obóz wojskowy, użytkowany do połowy III wieku, z wewnętrznym murem obronnym, chroniącym dodatkowo obszar 2 ha. W twierdzy stacjonowali żołnierze I i XI legionu rzymskiego. W połowie II wieku garnizon Charaksu liczył 500 żołnierzy. Charaks, oprócz zatoki Bałakławy (gdzie stacjonowały okręty eskadry Mezyjskiej) i Chersonezu, był najważniejszym rzymskim obiektem militarnym na Krymie, a zadaniem jego było chronienie południowego wybrzeża krymskiego w pasie od masywu Ajudahu do Simeisy przed najazdami Scytów i Sarmatów. W czasach rzymskich, oprócz 2 ciągów murów obronnych, w twierdzy znajdowały się magazyny wojskowe, funkcjonował wodociąg i termy złożone z dwóch ciągów pomieszczeń, z zachowanym do dzisiaj systemem ogrzewczym. Istniało nimfeum z basenem, będącym magazynem wody, co pozwalało na wytrzymanie nawet długotrwałego oblężenia, poza tym wewnątrz murów twierdzy stały kamienne i ceglane domy mieszkalne oraz funkcjonowała świątynia rzymskich bogów. Po odejściu Rzymian, życie utrzymywało się na tym terenie aż do IV wieku.
Z Charaksu i okolic pochodzą stele reliefowe, stanowiące przykład synkretyzmu.